# Brachysomophis crocodilinus
Brachysomophis crocodilinus es una especie de anguila de la familia Ophichthidae. Fue descrita por Edward Turner Bennett en 1833. Se trata de una anguila tropical y marina localizada en el Indo-Pacífico, incluyendo África Oriental, las islas de la Sociedad, Japón y Australia. Los machos pueden llegar a tener una longitud máxima de 120 centímetros. Habita en un intervalo de profundidad de 0 a 30 metros (habitualmente, 0-2 m) y habita en arrecifes de coral. Forma madrigueras en la arena y se encuentra en espera hasta que caza alguna presa, dejando solo sus ojos expuestos. Su dieta se compone de pulpos, especies de Calcarina y peces.
El epíteto específico crocodilinus se refiere a su apariencia de cocodrilo. Se utiliza en la medicina china.